# Титова (Курганская область)
Титова — деревня в Шадринском районе Курганской области. Входит в состав Неонилинского сельсовета.

## История
До 1917 года в составе Водениковской волости Шадринского уезда Пермской губернии. По данным на 1926 год состояла из 150 хозяйств. В административном отношении являлась центром Титовского сельсовета Мехонского района Шадринского округа Уральской области.

## Население
| 1989 | 2002 | 2010 |
| ---- | ---- | ---- |
| 191  | ↘151 | ↘98  |

По данным переписи 1926 года в деревне проживало 671 человек (326 мужчин и 345 женщин), в том числе: русские составляли 100 % населения.
Согласно результатам Всероссийской переписи населения 2002 года, в национальной структуре населения русские составляли 91 %.

## Известные жители, уроженцы
Гизатуллин, Хамазан Гатауллович  (1921, Сибирки, Екатеринбургская губерния — 19 ноября 2007, Майкоп)  - Герой Советского Союза, работал перед войной колхозе «Труд Ленина» (по другим данным «Труд Ильича») в деревне Титова